# لوک (تیتل)
لوک (به صربی: Lok) یک منطقهٔ مسکونی در صربستان است که در Titel Municipality واقع شده‌است. لوک ۲۹٫۸ کیلومتر مربع مساحت و ۱٬۱۱۴ نفر جمعیت دارد و ۸۰ متر بالاتر از سطح دریا واقع شده‌است.